# خرم‌آباد (قم)
خرم‌آباد روستایی از توابع بخش سلفچگان شهرستان قم در استان قم ایران است.

## جمعیت
این روستا در دهستان نیزار قرار دارد و براساس سرشماری مرکز آمار ایران در سال 1399، جمعیت آن ۱۵۰ نفر (۲۶ خانوار) بوده‌است.